# Ignacio Cacheiro
Ignacio Andrés Cacheiro (Junín, 12 marzo 1993) è un calciatore argentino, attaccante svincolato.

## Caratteristiche tecniche
È un'ala destra.

## Carriera
Cresciuto nel settore giovanile del Sarmiento (J), ha esordito in prima squadra il 17 febbraio 2014 in occasione del match di Primera B Nacional  vinto 1-0 contro l'Unión (SF).